# Мавзолей Фатимы Масуме

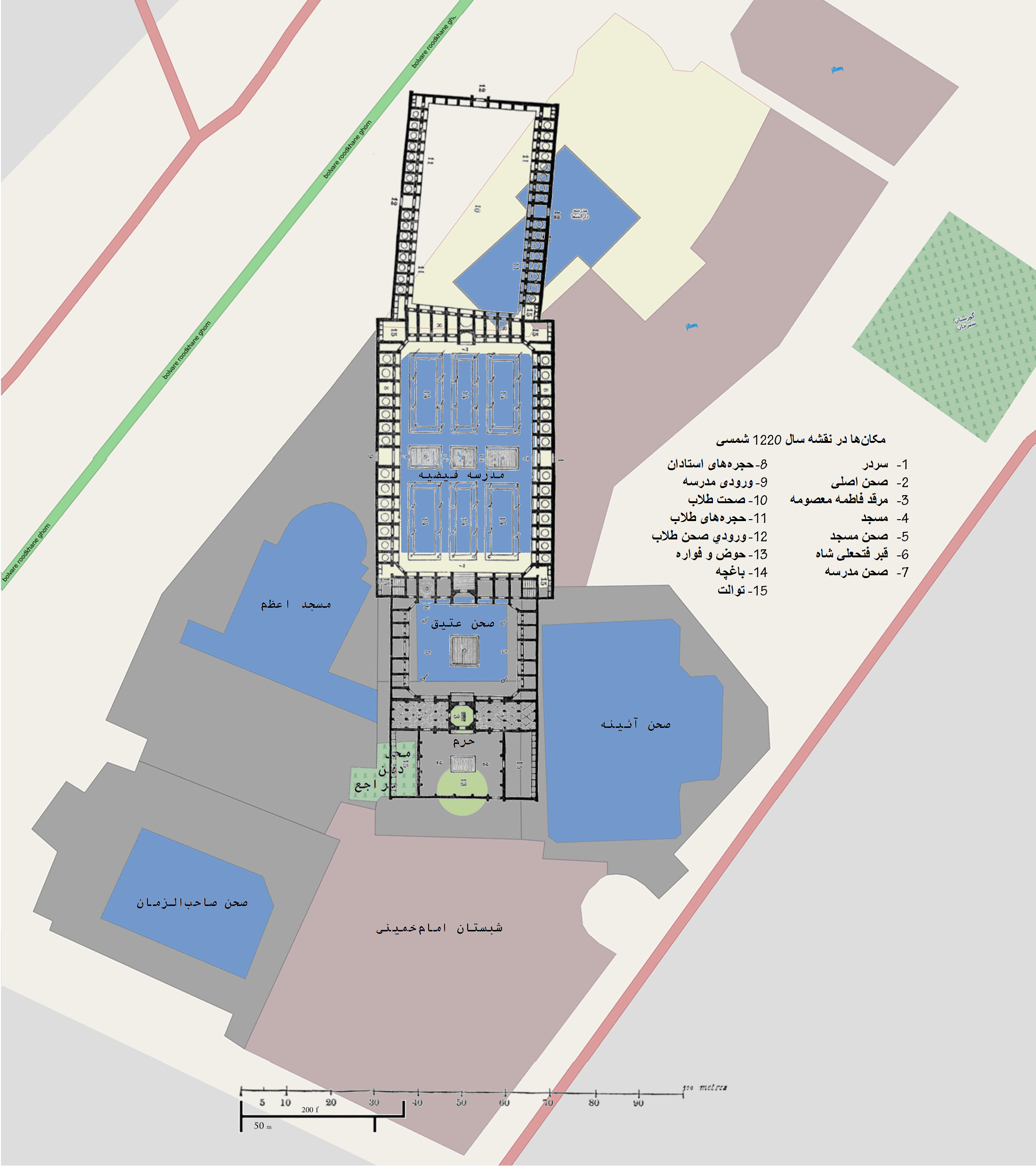

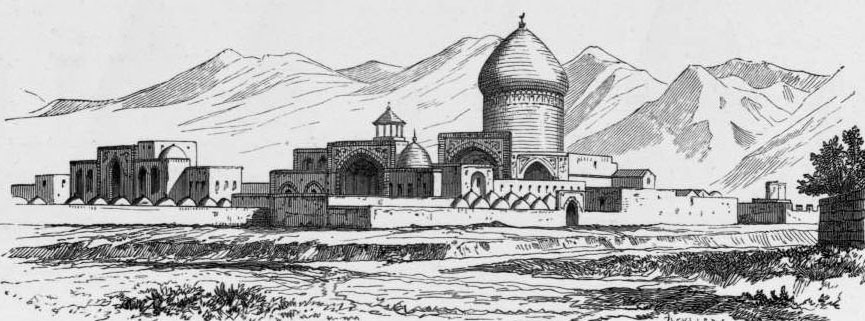

Мавзолей Фатимы Масуме (перс.  حرم فاتمه معصومه‎, Heram-e Fateme Masume) — находится в иранском городе Кум, который мусульмане-шииты считают вторым священным городом после Мешхеда в Иране. Мавзолей является местом паломничества для последователей шиизма. Похороненная в нём Фатима Масуме (невинная, непорочная — перс.) была дочерью Мусы аль-Казима (седьмого шиитского имама). Мавзолей представляет собой важный объект культурного наследия Ирана и значимый памятник иранской архитектуры.

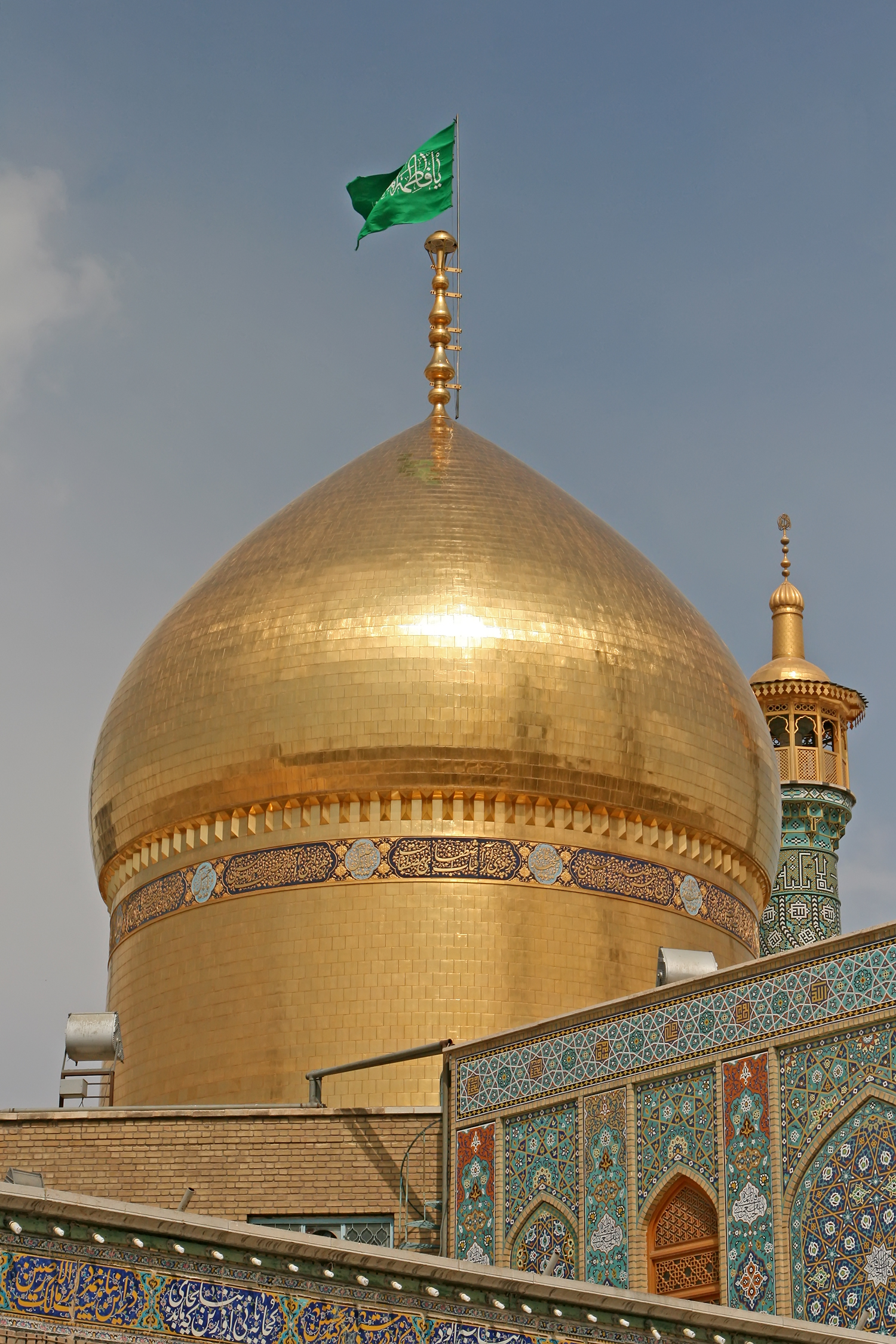
Золотой купол над мавзолеем

Размеры всего мавзолейного комплекса: высота — 20 м, а длина — 95 м, ширина — 20 м. Здания покрыты изящной мозаикой начала XIII века.

## Гробница Фатимы Масуме
Облик гробницы Фатимы Масуме на протяжении разных периодов иранской истории изменялся. Изначально на месте захоронения располагался бамбуковый шатер. А гробница, которую окружают стены высотой 2 метра, была построена в 950 году. В 1226 году к облицовке святыни привлекли самого лучшего кумского мастера-плиточника Мохамада Бен Али Тахера. Мастер делал свою работу в течение восьми лет. И в 1234 году плитка была готова и украсила мавзолей.
В 1566 году при шахе Тахмасбе из династии Сефевидов четыре стороны святой гробницы, орнаментированной кирпичами, были украшены плиткой семи цветов, а также мозаичными надписями. С одной стороны было отверстие, через которое можно было видеть гробницу, а также через неё паломники могли говорить о своих пожеланиях.
В 1821 году Фатх Али-шах приказал покрыть святыню серебром для прочности.
Долгое время гробница не изменялась, пока в 1989 году не были добавлены художественные украшения. В 2001 году была произведена новая реконструкция. Серебро, покрывающее гробницу, заменили с девяностодвухпроцентного на стопроцентное. Также были добавлены серебряные решетки. Мастера из Исфагана украсили деревянные колонны чеканкой.
В 1998 году мавзолей был реконструирован, а внутренние стены были украшены зелёным мрамором.
Вокруг мавзолея располагаются дворы и галереи. Здание к югу от гробницы называется «женский двор». В настоящее время в нём находится музей.

## Золотой купол Мавзолея Фатимы Масуме
Во время правления Фатх Али-Шаха в 1839 был построен позолоченный купол мавзолея. В 2001 году был проведен капитальный ремонт здания и реконструкция купола.

## Государственные деятели, похороненные в Мавзолее Фатимы Масуме
В Мавзолее Фатимы Масуме похоронены несколько шахов династии Сефевидов и два из династии Каджаров, а также другие политические и религиозные деятели Ирана.

### Шахи династии Сефевидов
- Сефи I
- Аббас II
- Солейман Сефи
- Солтан Хусейн I

### Шахи династии Каджаров
- Фатх Али-шах
- Мохаммад Шах Каджар

### Другие государственные деятели Каджарского периода
- Махад Алия
- Манучехр Матемад Алдуле
- Мирза Хосейн Мастуфи Алмамалек
- Кахреман Мирза

### Религиозные деятели
Из известных религиозных деятелей в Мавзолее Фатимы Масуме похоронены: Хосейн Боруджерди, Хосейн-Али Монтазери, Мохаммад Монтазери и другие.

## Галерея

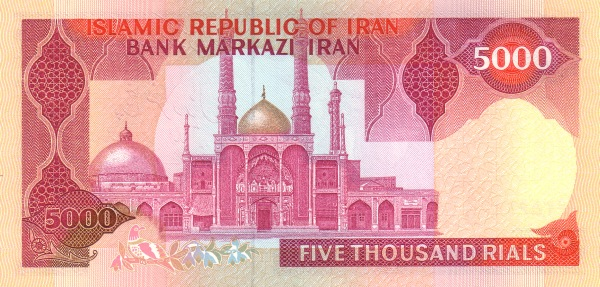

Мавзолей Фатимы Масуме, Кум
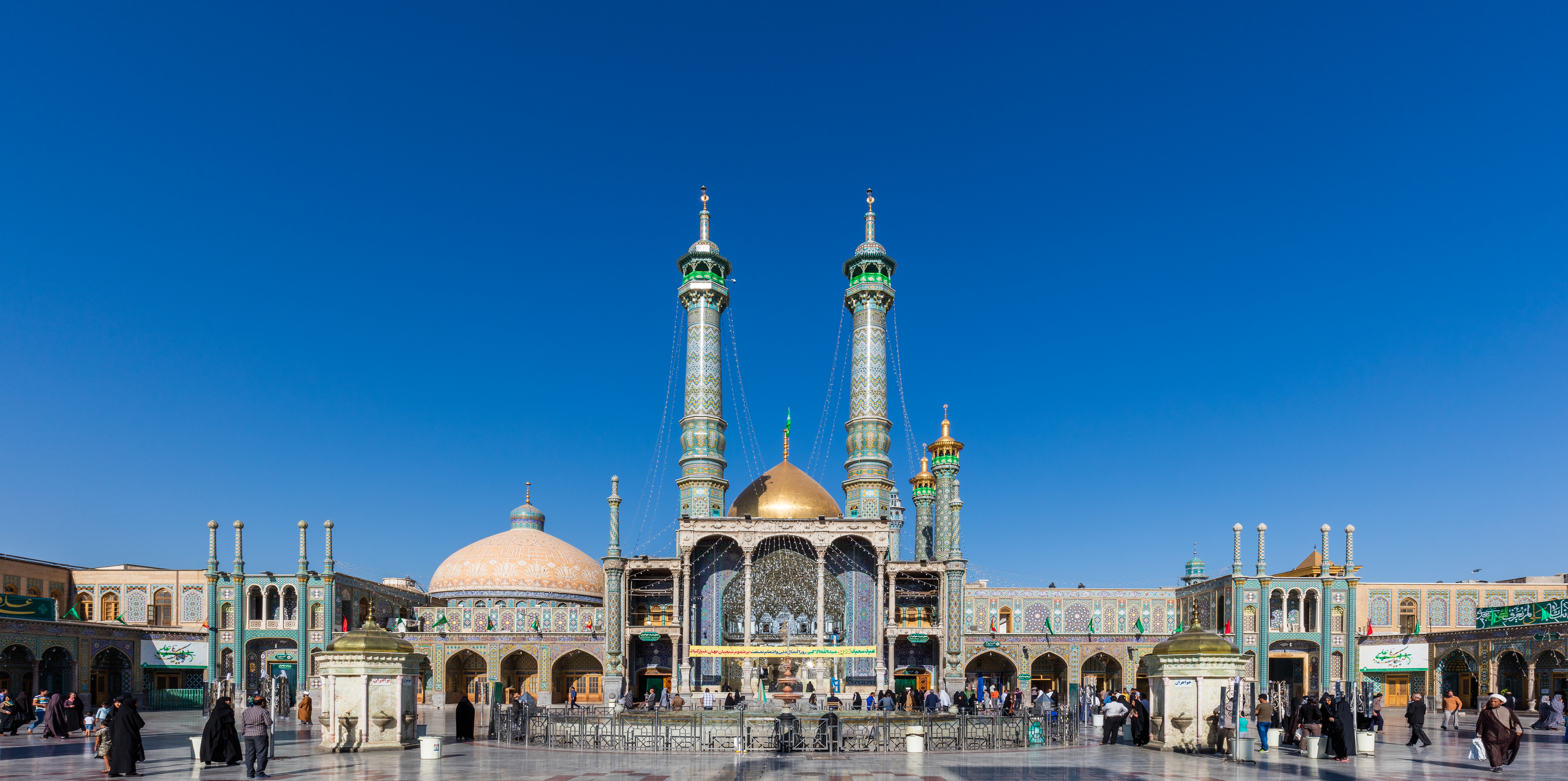
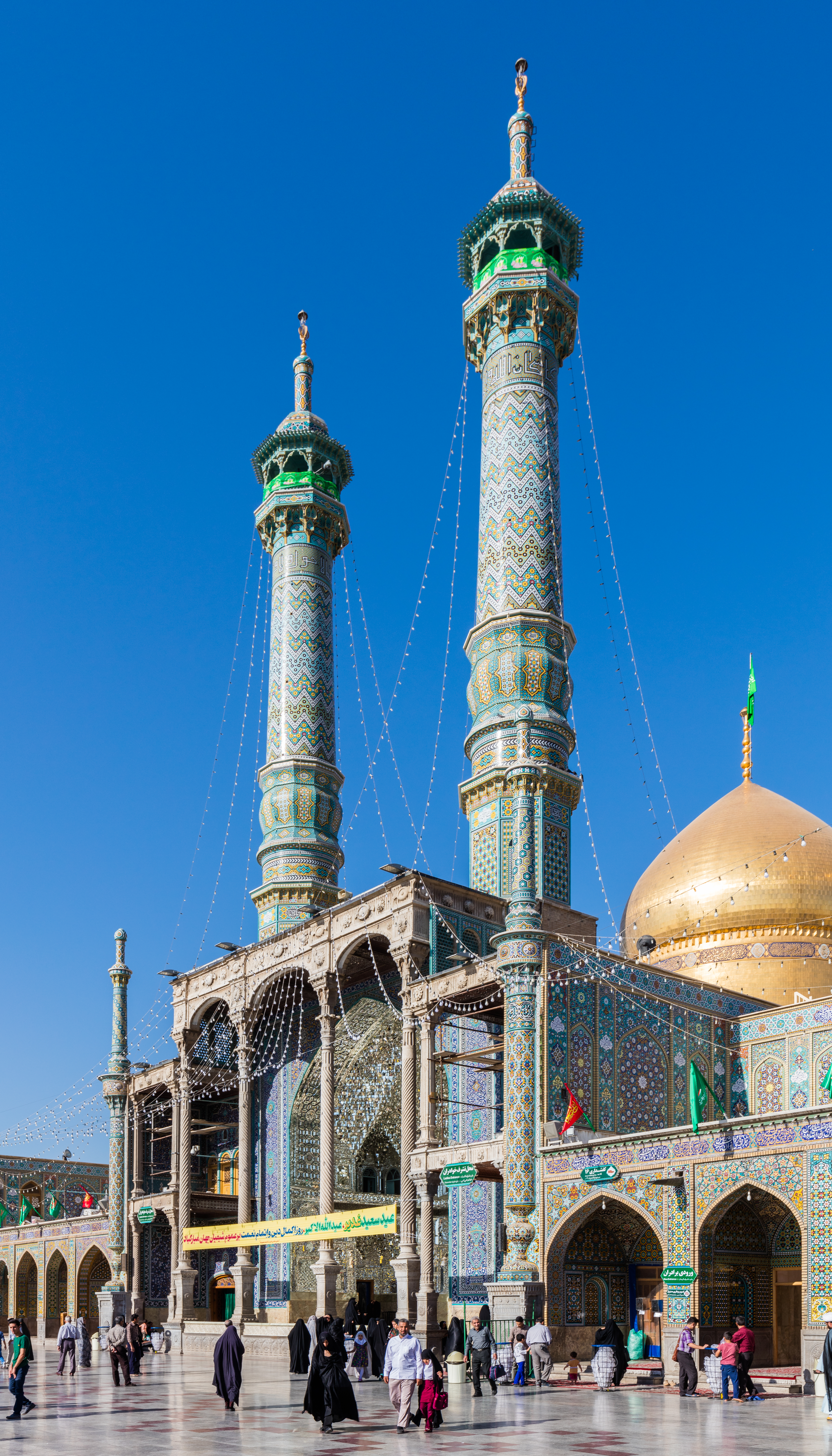
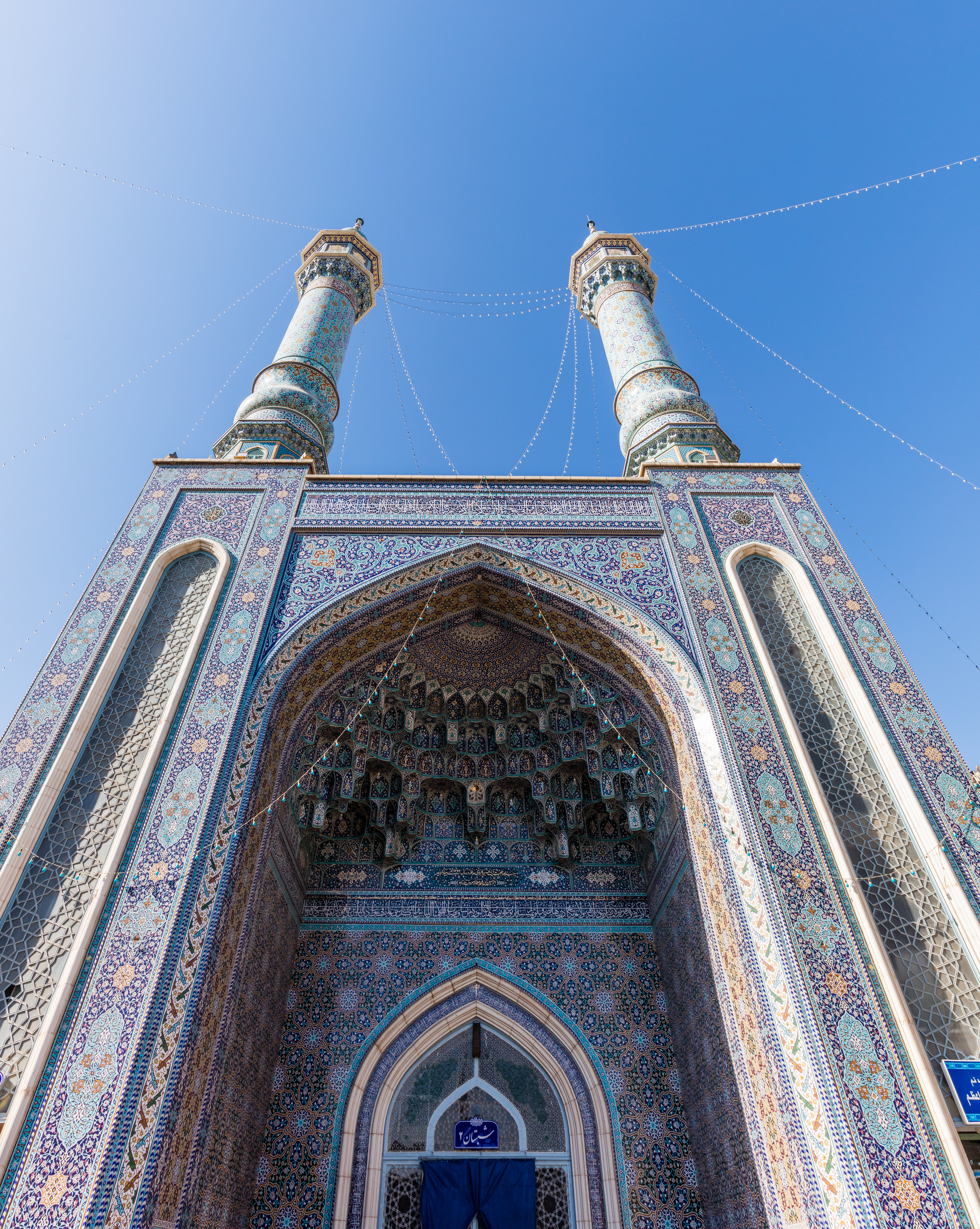
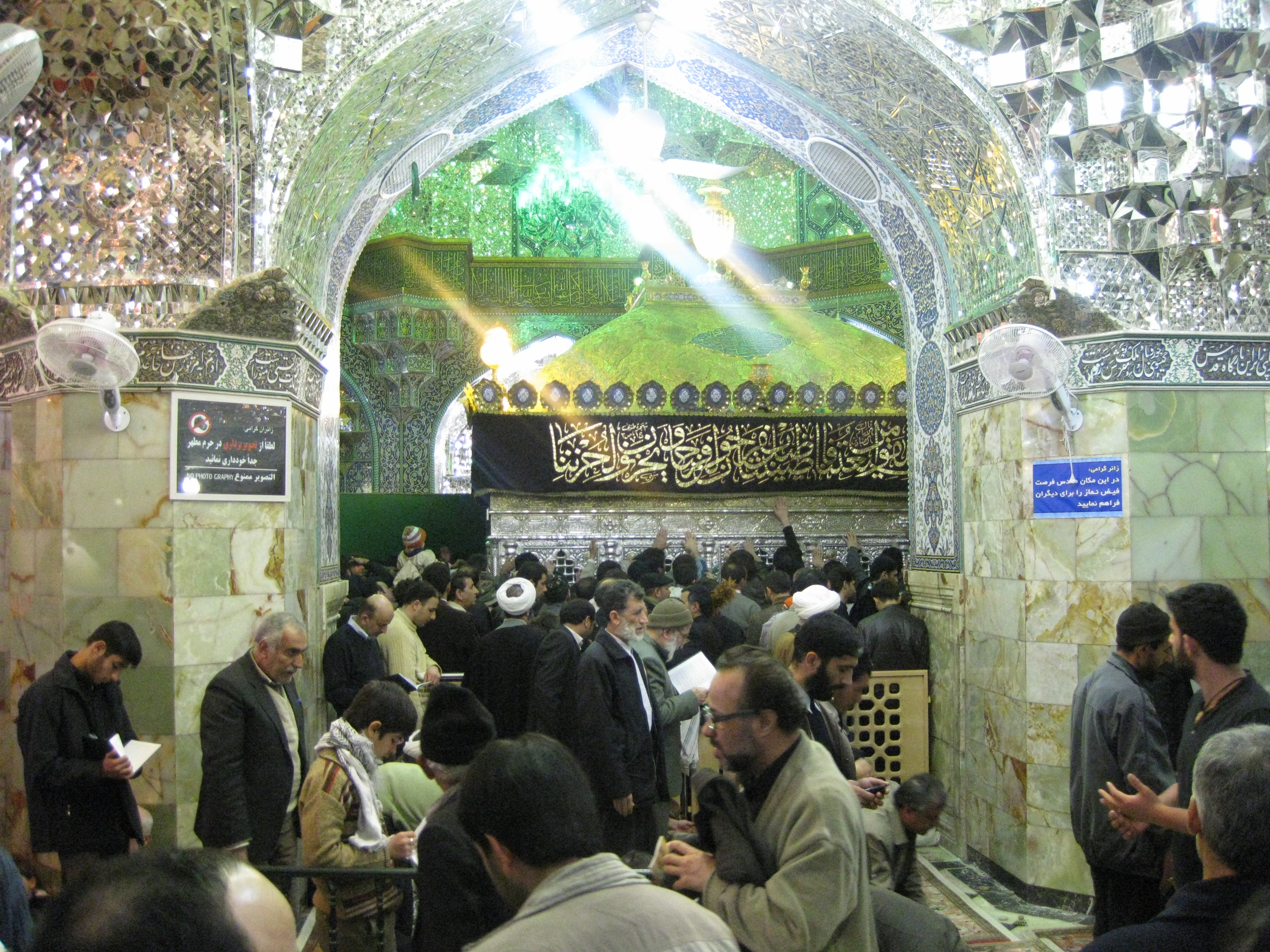
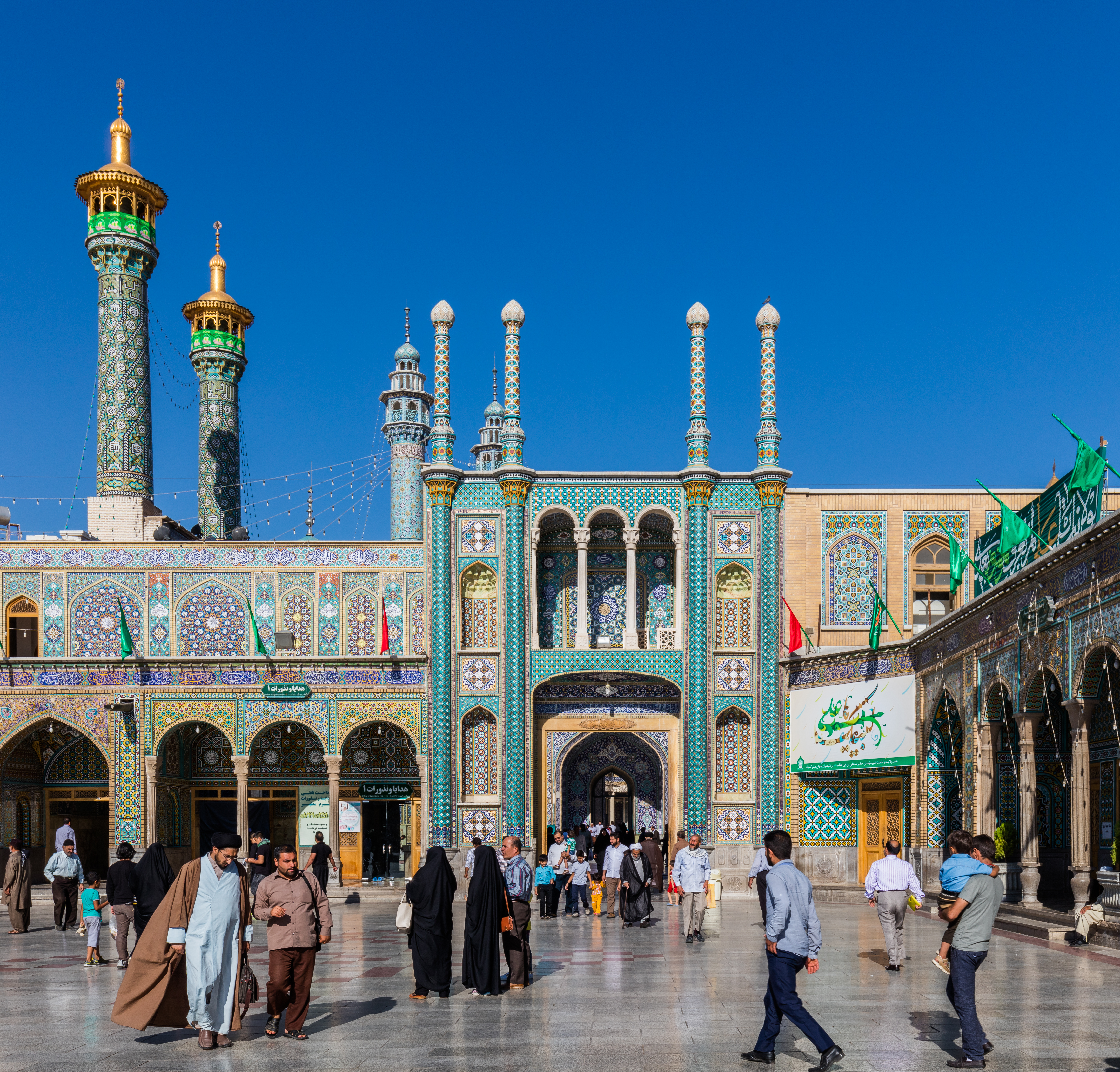
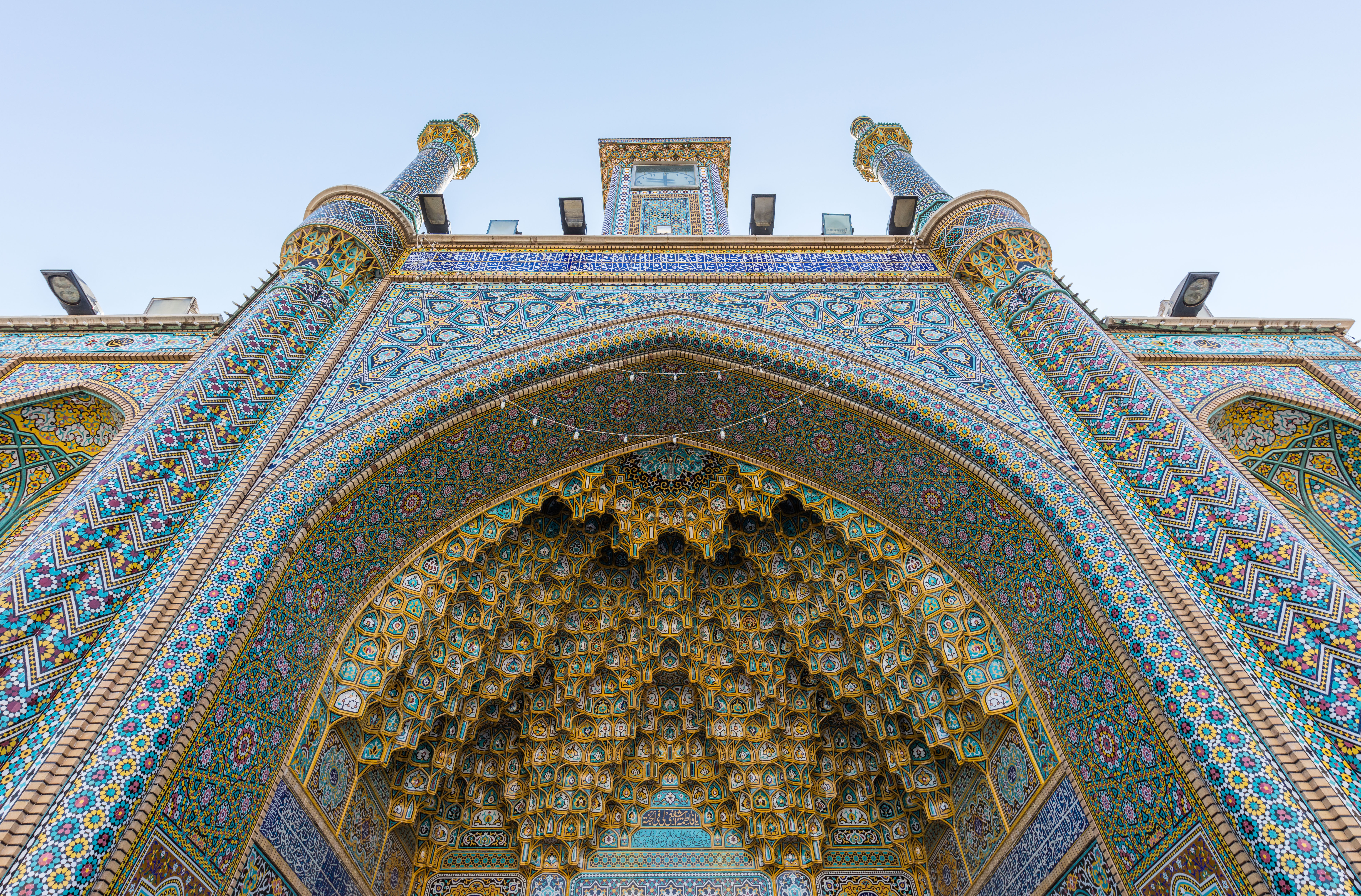
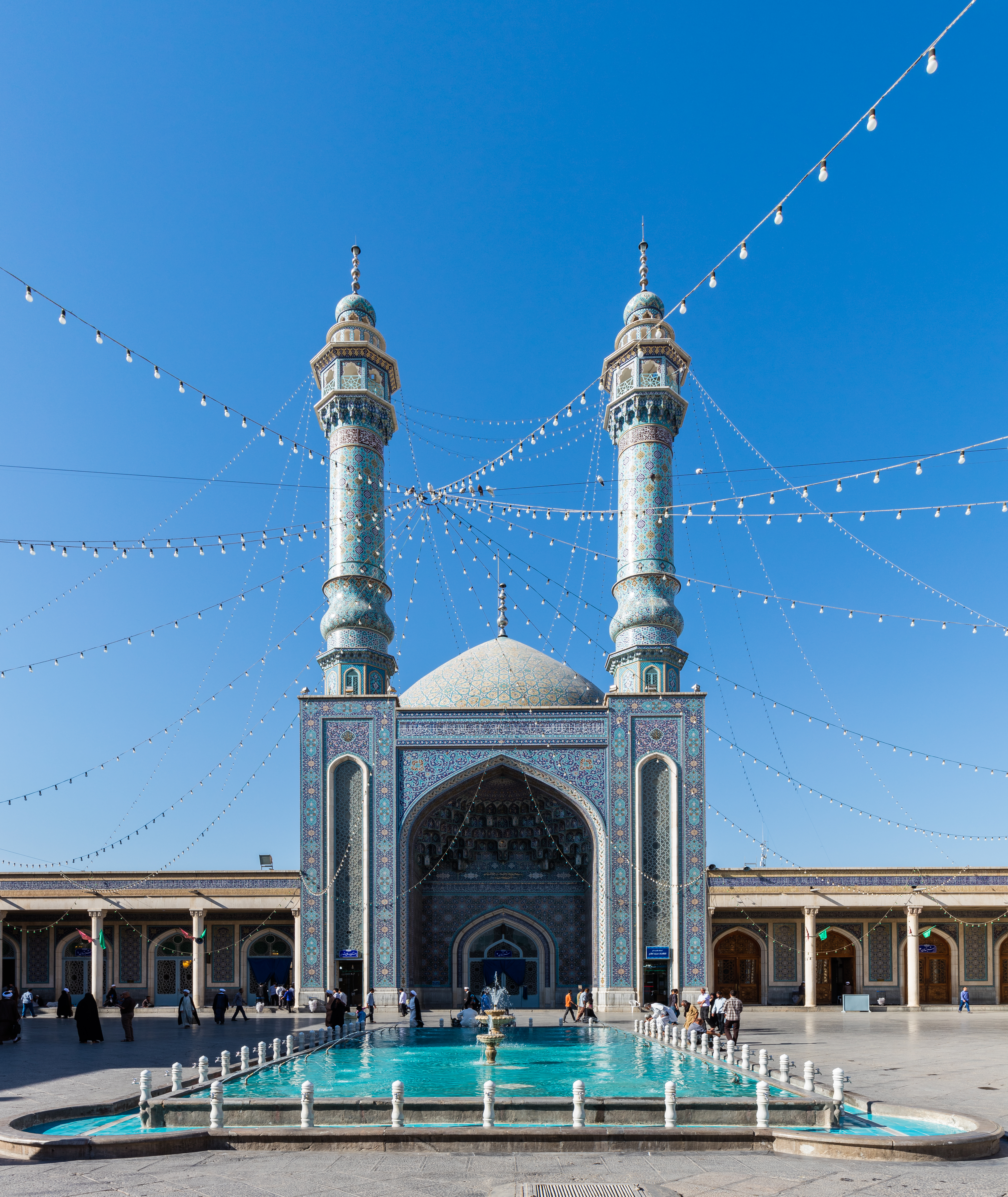
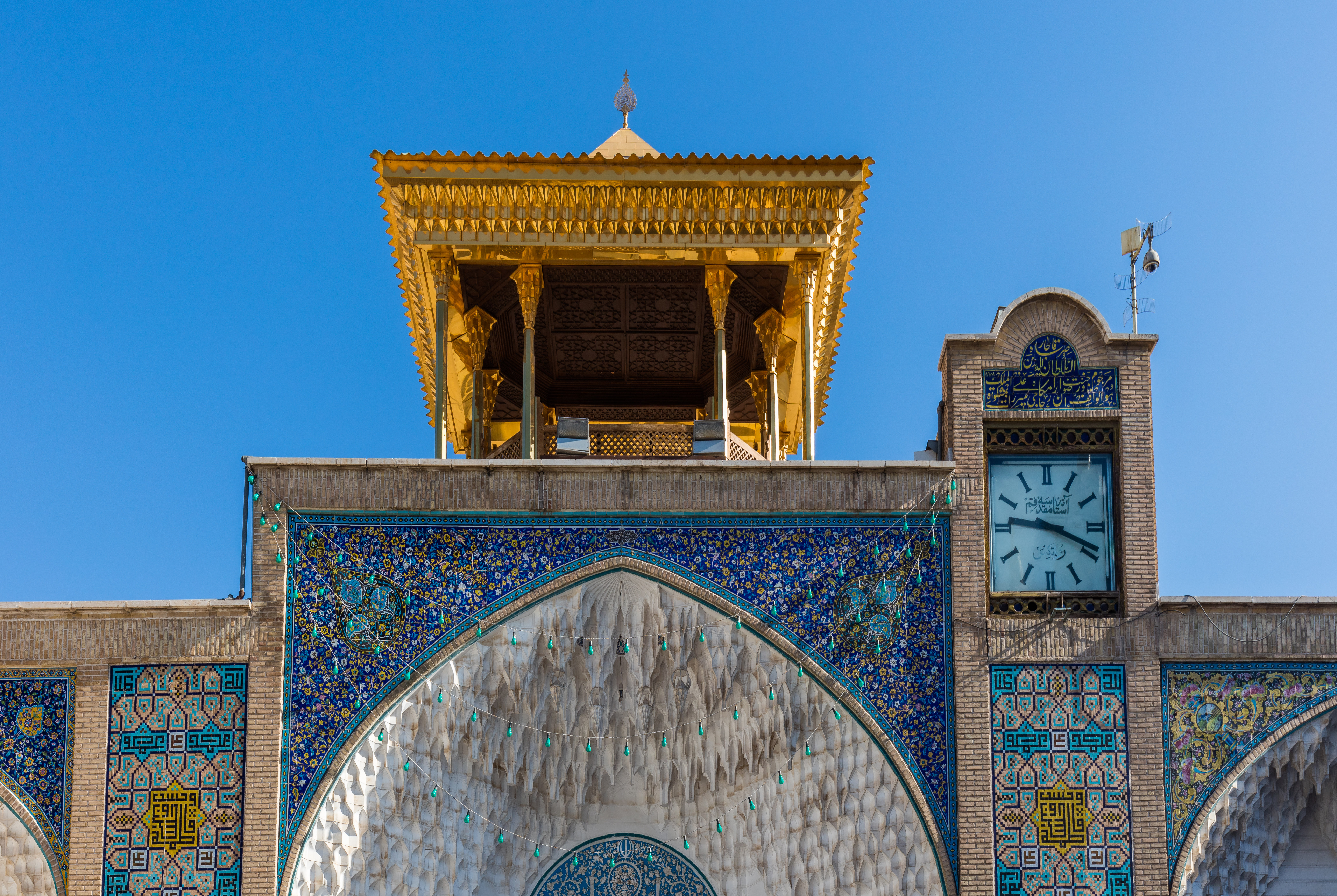
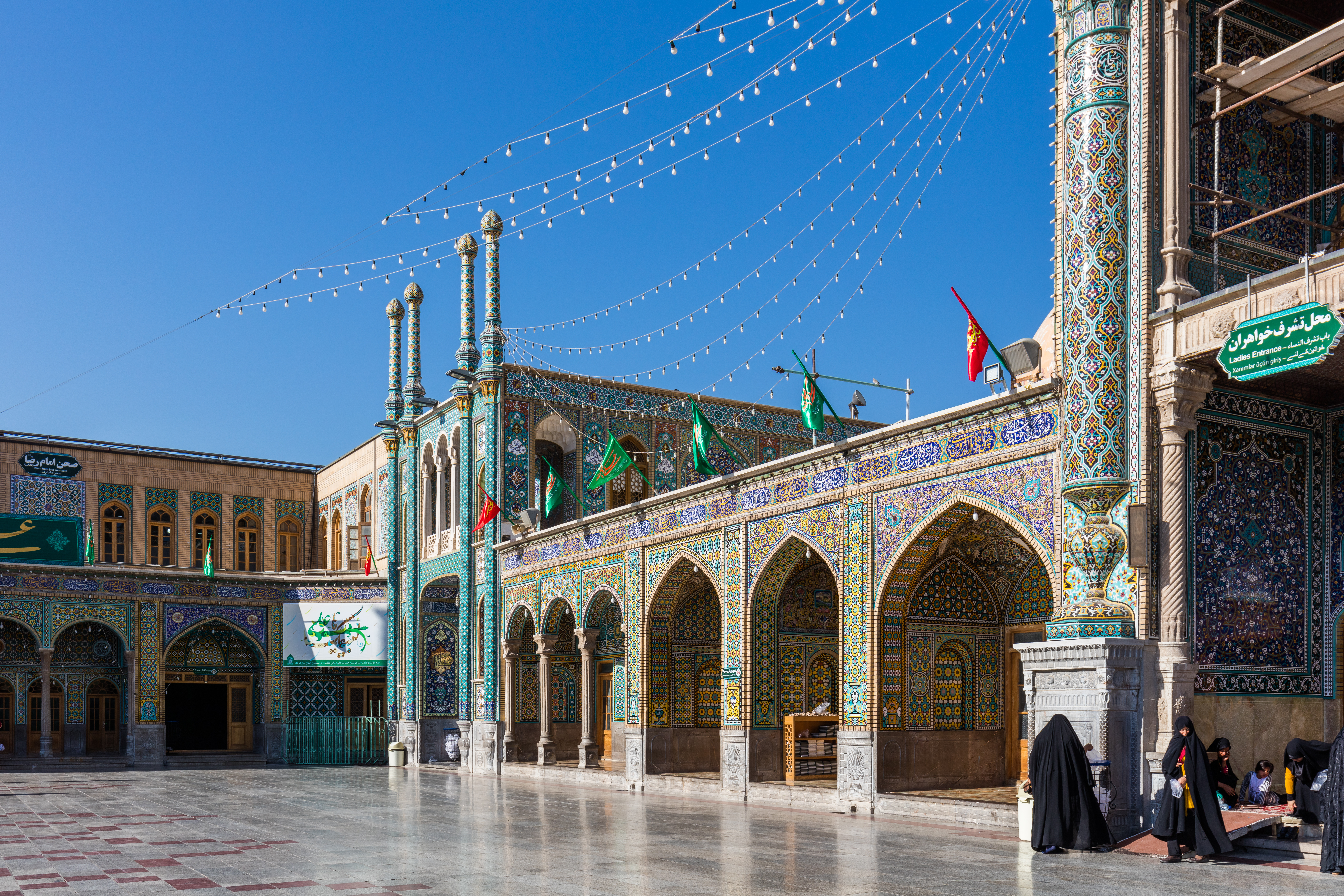
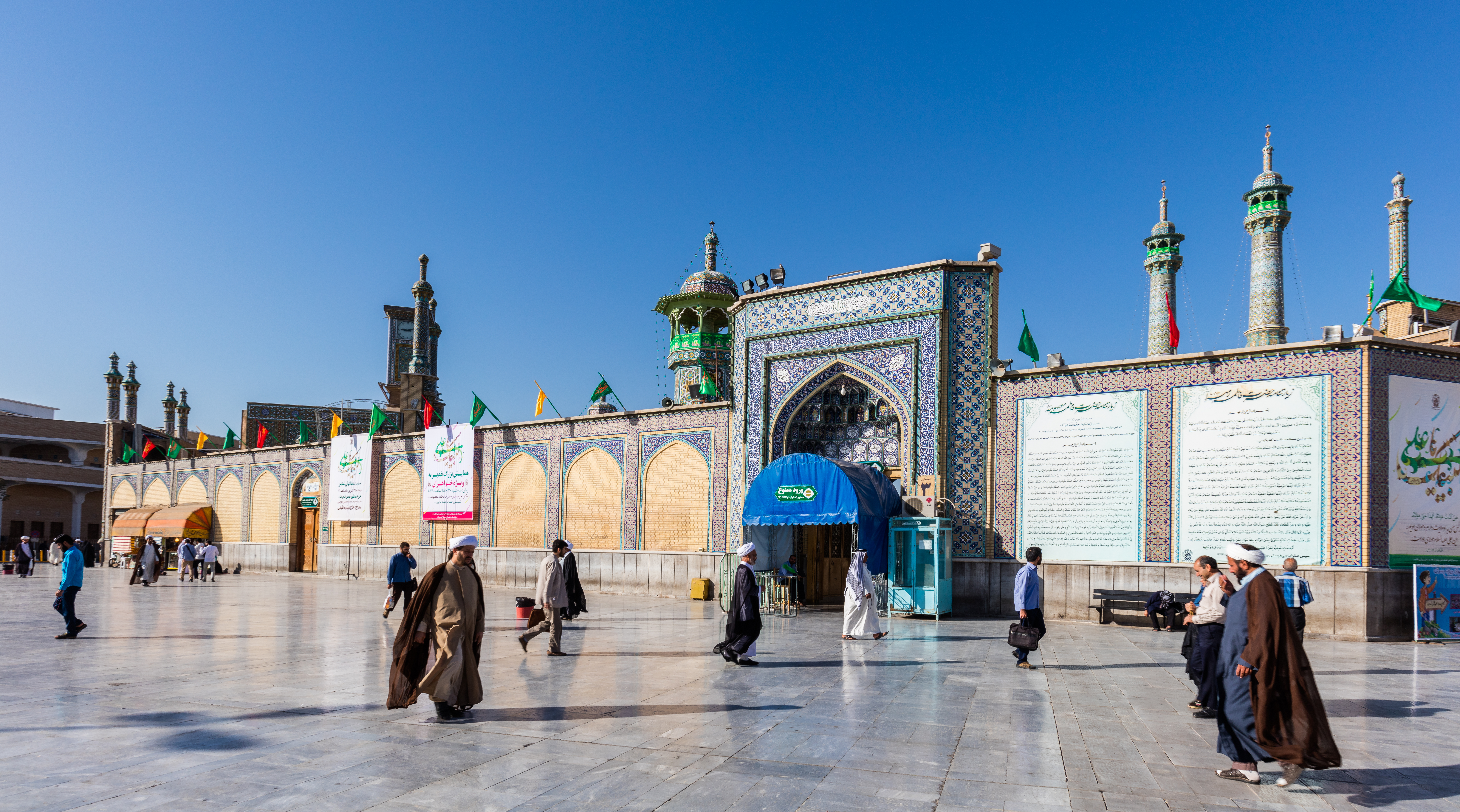
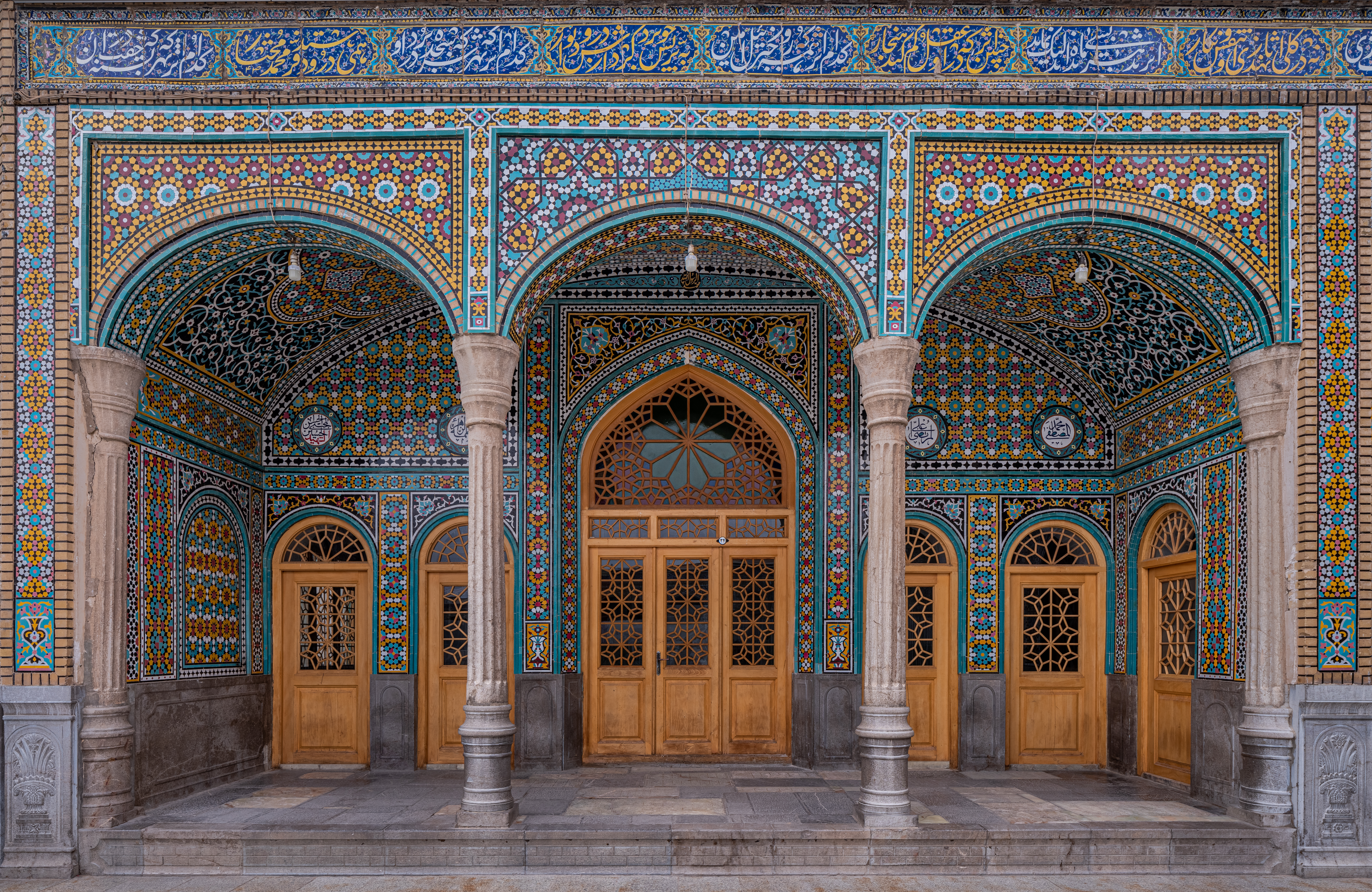
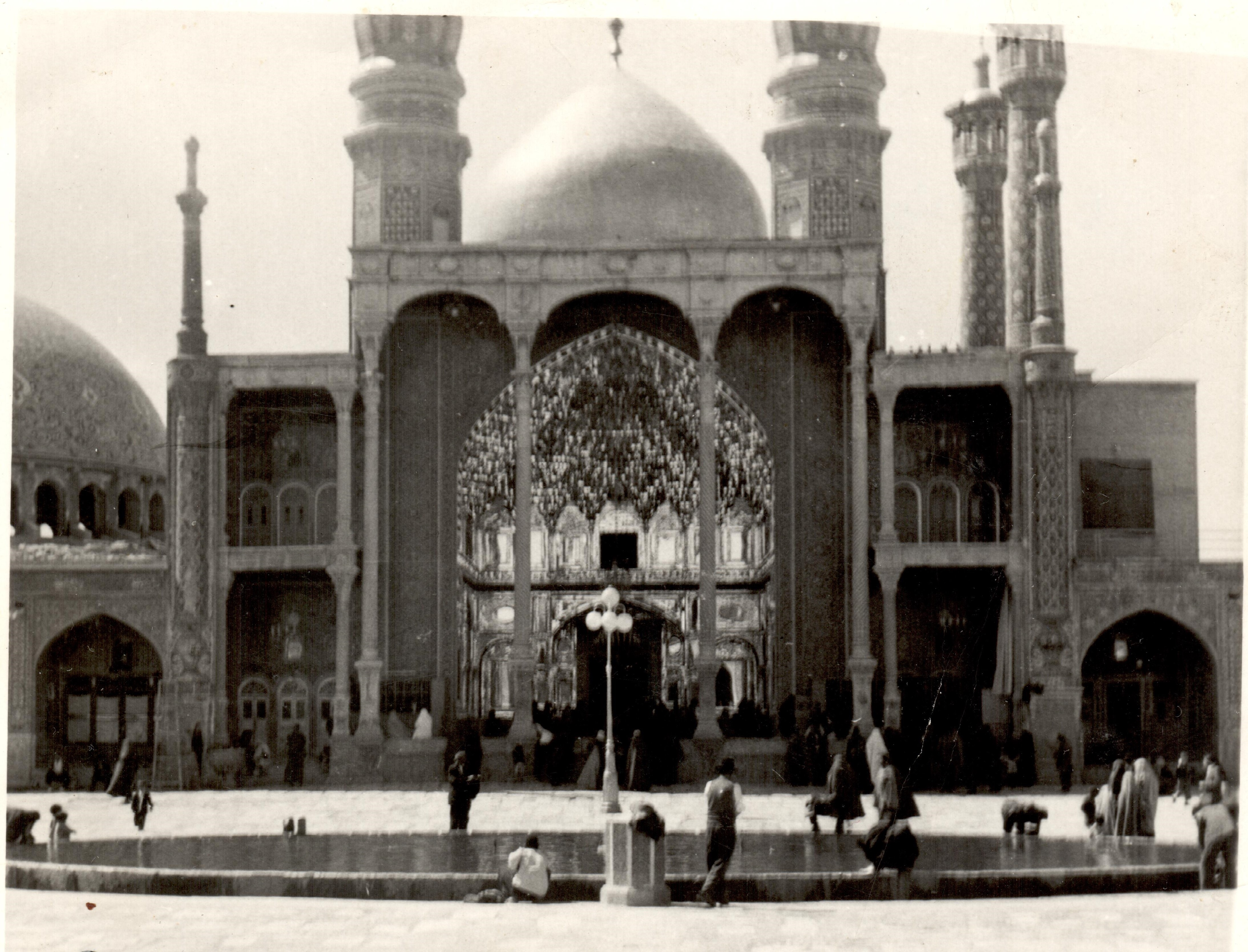
Мавзолей Фатимы Масуме (1955)